# SuperToons
SuperToons é um estúdio brasileiro de desenho animado fundado em 2008 pelos artistas de animação Elizabeth Mendes e Dario Bentancour Sena. Possui sede em São Paulo e uma filial no Rio de Janeiro.

## Produções
| #  | Título                         | Exibição |
| -- | ------------------------------ | --- |
| 01 | O Diário de Mika               | Disney Channel, Disney Junior, Rede Família, TV Brasil TV Escola Rede Bandeirantes, Rede Brasil, TV Cultura, TV Rá-Tim-Bum, ZooMoo Kids |
| 02 | Zuzubalândia (animação)        | Boomerang |
| 03 | Carrossel em Desenho Animado   | SBT |
| 04 | Zupt!, com o Senninha          | TV Cultura |
| 05 | Tronquinho e Pão de Queijo     | Gloob |
| 06 | Midinho, o Pequeno Missionário | (distribuído em DVDs), RIT |
| 07 | Turminha da Graça              | (distribuído em DVDs), RIT |
| 08 | Senninha na Pista Maluca       | Gloobinho |

Também prestam serviço para outras marcas e empresas, como Senninha, Turma da Mônica e Patati Patatá.